# 田中新田 (三郷市)
田中新田（たなかしんでん）は、埼玉県三郷市の地名。郵便番号は341-0016。

## 地理
埼玉県の東部地区で三郷市の最東端に位置し、埼玉県最東端の地名となっている。地域の大半は江戸川の河川敷で、低水路や中洲なども含まれる。
北側は吉川市三輪野江、東側は江戸川を挟んで千葉県流山市下花輪、流山市加、南側は早稲田、西側は丹後、前間、小谷堀と接している。
地区の北部では都市計画道路の都市軸道路や三郷流山橋が建設中である。

## 歴史
かつては江戸期より存在した下総国葛飾郡二郷半領に属する新田村名の田中新田であった。
地名は当地を新田開発した千住宿の住人の田中新蔵ほか田中一族の名前に因む。
- はじめは幕府領。以降変遷なし[4]。
- 寛永年間頃に武蔵国に編入された[4]。
- 幕末の時点では葛飾郡に属し、明治初年の『旧高旧領取調帳』の記載によると、幕府領（代官・佐々井半十郎支配所）[5]。
- 1868年（慶応4年）6月19日 - 幕府領が武蔵知県事・山田政則（忍藩士）の管轄となる。
- 1869年（明治2年）1月13日 - 武蔵知県事・河瀬秀治の管轄区域に小菅県を設置、小菅県の管轄となる[6]。県庁は葛飾郡小菅村に置かれる。
- 1871年（明治4年）11月13日 - 第1次府県統合により埼玉県の管轄となる。
- 1879年（明治12年）3月17日 - 郡区町村編制法により成立した北葛飾郡に属す。郡役所は杉戸宿に設置。
- 1889年（明治22年）4月1日 - 町村制施行に伴ない、北葛飾郡丹後村、谷中村、後谷村、小谷堀村、駒形村、南蓮沼村、笹塚村、岩野木村、幸房村、茂田井村、大広戸村、仁蔵村、半田村、田中新田が合併して早稲田村が成立、早稲田村の大字田中新田となる。
- 1956年（昭和31年）9月30日 - 早稲田村が彦成村、東和村と合併し三郷村が成立。三郷村の大字となる。
- 1964年（昭和39年）10月1日 - 三郷村が町制施行し、三郷町の大字となる。
- 1972年（昭和47年）5月3日 - 三郷町が市制施行し、三郷市の大字となる。
- 1977年（昭和52年） - 地内の江戸川河川敷に「江戸川北公園」が開設される[7]。
- 1982年（昭和57年）6月26日 - 大字田中新田の一部が早稲田一丁目〜八丁目の成立に伴い編入[8]。これにより地区最南端に鎮座する稲荷神社[7]が田中新田から外れる。

## 世帯数と人口
2020年（令和2年）9月1日現在の世帯数と人口は以下の通りである。
| 大字     | 世帯   | 人口  |
| -------- | ------ | ----- |
| 田中新田 | 89世帯 | 179人 |

## 小・中学校の学区
市立小・中学校に通う場合、学区（校区）は以下の通りとなる。
| 大字     | 番地 | 小学校             | 中学校               |
| -------- | ---- | ------------------ | -------------------- |
| 田中新田 | 全域 | 三郷市立前間小学校 | 三郷市立早稲田中学校 |

## 交通
バスと鉄道路線は地区内には走っていない。鉄道の最寄り駅は、JR武蔵野線三郷駅となる。地形を無視した場合、最短距離にあるのは川の対岸にある流鉄流山駅だが、対岸へ渡るには三郷駅近くの流山橋まで迂回しなければならないため、三郷駅が最寄りとなる。なお、対岸へは後述の道路と橋梁が2023年の開通に向けて建設中である。

### 道路
- 埼玉県道156号三郷幸手自転車道線
- 成田通り
- 都市軸道路（建設中）
  - 三郷流山橋

## 施設
かつては稲荷神社や弁天社も地内に鎮座していた。
- みさと協立病院
- 江戸川第三運動公園（所在地は早稲田）
- 前間の渡し跡